# Шевченко, Сергей Васильевич (государственный деятель)
Сергей Васильевич Шевченко (1914, Умань, Киевская губерния, Российская империя — 1986, Москва, РСФСР) — советский партийный и государственный деятель, председатель Алтайского крайисполкома (1955—1960).

## Биография
Родился 19 октября 1914 году в городе Умани Киевской губернии Российской империи. Отец и мать были выходцами из бедных крестьян, до революции занимались сельским хозяйством, работали по найму. После революции, получив подготовку на различных курсах, стали сельскими учителями.
До 9 лет жил с родителями, затем воспитывался в детском интернате при 5-й Кировоградской Украинской 7-летней трудовой школе, которую окончил в 1928 году.
В 1931 г. окончил Кировоградский техникум механизации сельского хозяйства, затем — Харьковский институт механизации и электрификации сельского хозяйства.
В 1931—1947 гг. — механик Калышлейской машинно-тракторной станции (Нижне-Волжский край), главный инженер, начальник Алтайского краевого управления сельского хозяйства.
В 1938 году направлен на работу в Алтайский край, сначала старшим инженером по ремонту, затем главным инженером краевого земельного отдела. В характеристиках тех лет отмечается его настойчивость и решительность в деле повышения производительности машинно-тракторного парка МТС.
В мае 1946 года был выдвинут на должность начальника Алтайского краевого земельного отдела, а в марте 1947 года утвержден начальником краевого управления сельского хозяйства.
С 1947 года работал первым заместителем председателя исполкома Алтайского краевого Совета депутатов трудящихся. С 1950 по 1960 год являлся членом Алтайского крайкома партии и членом бюро крайкома КПСС.
2 августа 1955 года решением краевого Совета депутатов трудящихся был избран председателем исполкома Алтайского краевого Совета депутатов трудящихся. На этой должности он проработал до 1960 года. Это было время освоения целины, и Шевченко много внимания уделял вопросу подъема целинных и залежных земель и обустройству жизни первоцелинников. Одним из важнейших практических решений тех лет стало совместное постановление бюро Алтайского крайкома КПСС и Алтайского крайисполкома от 9 января 1958 года о строительстве нового аэропорта в Барнауле.
В 1951 году Сергей Васильевич был избран депутатом Верховного Совета РСФСР 3-го созыва по Ребрихинскому избирательному округу, в 1955 году состоял членом Барнаульского горкома КПСС, в 1957 — депутатом Алтайского краевого Совета депутатов трудящихся, в 1958 — депутатом Верховного Совета СССР 5-го созыва по Бийскому избирательному округу. С. В. Шевченко являлся делегатом XIX, XX и XXII съездов КПСС.
В 1960 году С. В. Шевченко был приглашен в Москву и назначен председателем Всесоюзного объединения «Россельхозтехника».
С 1973 года на пенсии.
Умер в 1986 году.

## Награды и звания
Награждён двумя орденами Ленина (22.05.1947), орденом Октябрьской Революции (27.08.1971), орденом «Знак Почёта», медалью «За освоение целинных земель», двумя Большими золотыми медалями ВСХВ.